# Serie A 1975 (Ecuador)
La Serie A 1975 è stata la 17ª edizione della massima serie del campionato di calcio dell'Ecuador, ed è stata vinta dalla LDU Quito.

## Formula
La prima fase è a 12 partecipanti, che si affrontano in un girone all'italiana; le prime tre si qualificano alla fase finale, e prendono dei punti bonus, da utilizzare nella fase finale, a seconda della loro posizione: il primo ne ottiene 3, il secondo 2 e il terzo 1. La seconda fase ricalca l'andamento della prima. La fase finale vede le 6 squadre qualificate (furono 5 giacché il Deportivo Cuenca riuscì a classificarsi nelle prime tre sia nella prima che nella seconda fase) disputarsi il titolo.

## Prima fase
|  | Pos. | Squadra              | Pt | G  | V  | N  | P  | GF | GS | DR  |
|  | ---- | -------------------- | -- | -- | -- | -- | -- | -- | -- | --- |
|  | 1.   | LDU Quito            | 29 | 22 | 12 | 5  | 5  | 43 | 22 | +21 |
|  | 1.   | Deportivo Cuenca     | 29 | 22 | 13 | 3  | 6  | 44 | 25 | +19 |
|  | 3.   | Barcelona SC         | 27 | 22 | 9  | 9  | 4  | 40 | 27 | +13 |
|  | 4.   | El Nacional          | 26 | 22 | 10 | 6  | 6  | 33 | 19 | +14 |
|  | 5.   | Emelec               | 22 | 22 | 9  | 4  | 9  | 28 | 30 | -2  |
|  | 6.   | América de Quito     | 21 | 22 | 9  | 3  | 10 | 42 | 44 | -2  |
|  | 6.   | Aucas                | 21 | 22 | 7  | 7  | 8  | 24 | 31 | -7  |
|  | 8.   | Universidad Católica | 20 | 22 | 7  | 6  | 9  | 22 | 27 | -5  |
|  | 9.   | Deportivo Quito      | 19 | 22 | 5  | 9  | 8  | 22 | 28 | -6  |
|  | 10.  | LDU Portoviejo       | 18 | 22 | 4  | 10 | 8  | 20 | 41 | -21 |
|  | 11.  | Nueve de Octubre     | 17 | 22 | 7  | 3  | 12 | 28 | 36 | -8  |
|  | 12.  | Carmen Mora          | 15 | 22 | 5  | 5  | 12 | 22 | 38 | -16 |

LDU Quito 3 punti bonus; Deportivo Cuenca 2; Barcelona 1.

## Seconda fase
|  | Pos. | Squadra              | Pt | G  | V  | N | P  | GF | GS | DR  |
|  | ---- | -------------------- | -- | -- | -- | - | -- | -- | -- | --- |
|  | 1.   | Deportivo Cuenca     | 25 | 18 | 11 | 3 | 4  | 35 | 14 | +21 |
|  | 2.   | Aucas                | 21 | 18 | 9  | 3 | 6  | 25 | 17 | +8  |
|  | 2.   | Universidad Católica | 21 | 18 | 8  | 5 | 5  | 21 | 20 | +1  |
|  | 4.   | Emelec               | 20 | 18 | 8  | 4 | 6  | 29 | 20 | +9  |
|  | 4.   | LDU Quito            | 20 | 18 | 7  | 6 | 5  | 25 | 19 | +6  |
|  | 4.   | El Nacional          | 20 | 18 | 7  | 6 | 5  | 27 | 21 | +6  |
|  | 7.   | Barcelona SC         | 19 | 18 | 8  | 3 | 7  | 21 | 25 | -4  |
|  | 8.   | América de Quito     | 15 | 18 | 5  | 5 | 8  | 17 | 26 | -9  |
|  | 9.   | Deportivo Quito      | 10 | 18 | 2  | 6 | 10 | 15 | 31 | -16 |
|  | 10.  | LDU Portoviejo       | 9  | 18 | 4  | 1 | 13 | 16 | 38 | -22 |

Deportivo Quito 3 punti bonus; Aucas 2; Universidad Católica 1.

## Fase finale
Punti bonus: Deportivo Cuenca 5, LDU Quito 3, Aucas 2, Barcelona 1, Universidad Católica 1.

|                    | Pos. | Squadra              | Pt | G | V | N | P | GF | GS | DR |
| ------------------ | ---- | -------------------- | -- | - | - | - | - | -- | -- | -- |
| Ecuador (bandiera) | 1.   | LDU Quito            | 14 | 8 | 4 | 3 | 1 | 12 | 8  | +4 |
|                    | 2.   | El Nacional          | 11 | 8 | 2 | 2 | 4 | 5  | 10 | -5 |
|                    | 3.   | Aucas                | 10 | 8 | 2 | 4 | 2 | 7  | 10 | -3 |
|                    | 4.   | Barcelona SC         | 9  | 8 | 3 | 2 | 3 | 11 | 8  | +3 |
|                    | 5.   | Universidad Católica | 8  | 8 | 2 | 3 | 3 | 8  | 7  | +1 |

## Verdetti
- LDU Quito campione nazionale
- LDU Quito e Deportivo Cuenca in Coppa Libertadores 1976
- 9 de Octubre, Carmen Mora, Deportivo Quito e LDU Portoviejo retrocessi.

## Classifica marcatori
| Gol |  |  | Giocatore      | Squadra          |
| --- |  |  | -------------- | ---------------- |
| 36  |  |  | Ángel Liciardi | Deportivo Cuenca |